# Metschnikowia continentalis
Metschnikowia continentalis är en svampart som beskrevs av Lachance, C.A. Rosa, Starmer, Schlag-Edl., J.S.F. Barker & J.M. Bowles 1998. Metschnikowia continentalis ingår i släktet Metschnikowia och familjen Metschnikowiaceae.   Inga underarter finns listade i Catalogue of Life.